# Liste d'accidents aériens jusqu'en 1949
Pour un article plus général, voir Liste de listes d'accidents aériens.
Cette liste non exhaustive d'accidents aériens présente les cas disposant de sources sérieuses consacrées au sujet, reprenant les données relatives au vol (compagnie, type d'avion, au départ de, à destination de…), les circonstances de l'accident, des données relatives à l'enquête, ses conclusions, le nombre de victimes et, le cas échéant, leurs qualités (personnalités).
En matière de statistiques des accidents aériens, année après année, il est également utile de savoir que la Flight Safety Foundation (en), créée aux États-Unis en 1947 et qui fait référence sur le sujet au niveau mondial, écarte de toute statistique d’accidents d’« avions de ligne » les aéronefs de moins de 15 passagers, ainsi que ceux à usage militaire, ce qui réduit, par exemple, de moitié les accidents listés ci-dessous pour 2014. Cette limite imposée est justifiée pour ne pas devoir prendre en compte les dizaines, voire les centaines de petits avions (type Piper, Cessna, avion d’affaires, etc.) qui s'écrasent chaque année dans le monde, ni les avions militaires qui sont plus ou moins associés et de façon mal définie aux zones de conflits armés, les statistiques retenues par la Fondation ne concernant plus en finale que les avions de transport intéressant la catégorie la plus large des usagers.

## Avant 1800

### Années 1780

#### 1785
- 15 juin 1785 : lors de la première catastrophe aérienne de l'histoire, Jean-François Pilâtre de Rozier et Pierre-Ange Romain perdent la vie lorsque leur ballon mixte (voir Rozière) s'écrase en face de la Manche, sur la pointe du Wimereux[1].

## De 1800 à 1899

### Années 1890

#### 1896
- 9 aout 1896 : Otto Lilienthal, pionnier de l'aéronautique se tue au cours du quatrième vol en planeur qu'il effectue à Rhinow (Allemagne). Son appareil connaît une perte de sustentation que le pilote allemand n'arrive pas à rétablir. Il chute d'une hauteur d'environ 15 mètres, sans avoir quitté le planeur. Lilienthal souffre d’une fracture de la troisième vertèbre cervicale et tombe rapidement inconscient. Il meurt le lendemain[2].

## De 1900 à 1949

### Années 1900

#### 1908
- 17 septembre 1908 : le Wright Flyer III, piloté par Orville Wright, est victime d'un accident à la suite de la rupture d'une des hélices en plein vol à Fort Myers, Virginie (États-Unis). Le lieutenant Thomas Selfridge qui l'accompagnait, du corps des aéronautes, devient le premier passager tué dans l'histoire de l'aviation tandis que le pionnier de l'aviation s'en tire avec une fracture de la jambe[3].

#### 1909
- 7 septembre 1909 : sur le terrain de Port-Aviation (Essonne) Eugène Lefebvre est le premier pilote au monde à mourir aux commandes d'un avion motorisé[4].
- 6 décembre 1909 : à Nice, le constructeur et aviateur espagnol Antonio Fernandez, également tailleur pour dames, chute mortellement[5]. Il est le premier aviateur espagnol tué dans l'activité aérienne[6].
- 28 décembre 1909 : Mariano de Pola, pilote espagnol et Alexandre Laffont, chef pilote des aéroplanes Antoinette, se tuent au décollage d'Issy-les-Moulineaux, en route pour un raid de Paris à Bruxelles[7].

### Années 1910

#### 1910
- 2 avril 1910 : à Saint-Sébastien, en Espagne, Hubert Le Blon, né en 1872, breveté n°38 le 8 mars 1910, fait une chute mortelle dans l'océan[8] en préparant un meeting. C'est le premier accident aérien en terre espagnole.
- 23 septembre 1910 : à bord d'un Blériot type XI, Jorge Chávez Dartnell passe le col du Simplon et est ainsi le premier à franchir la barrière sud des Alpes par la voie des airs. Mais après 42 minutes de vol, il s'écrase au sud de Domodossola. Alors qu'il tentait d'atterrir et ne se trouvait plus qu'à 20 m du sol, les ailes de son avion se sont brisées. Il succombe à ses blessures quatre jours plus tard[9].
- 1er octobre 1910 :  à Milan, première collision aérienne historique entre le monoplan Antoinette IV (en) du pilote René Thomas et le biplan Farman du capitaine Bertram Dickson. Tous deux s'en sortent mais le second est sérieusement blessé et mourra trois ans plus tard.

#### 1911
- 21 mai 1911 : Le départ de la course Paris-Madrid est endeuillé par la « catastrophe d'Issy-les-Moulineaux », lorsqu'un concurrent (Louis Émile Train), victime d'ennuis de moteur et cherchant à se reposer, s'abat sur les officiels, tuant le ministre de la Guerre et blessant gravement le président du Conseil.

#### 1912
- 29 juin 1912 : pionnier de l'aviation militaire espagnole, le capitaine Celestino Bayo Lucía, né en 1880, breveté en 1912 avec la deuxième promotion de pilotes militaires, meurt à l'aérodrome Cuatro Vientos de Madrid, dans le premier accident aérien mortel militaire de l'armée d'Espagne[10],[11]. Il s'agit du troisième accident aérien à l'aérodrome de Madrid et du troisième aviateur espagnol tué, après Antonio Fernandez et Mariano de Pola[6]. Ce drame mortel suscite la prise de conscience des risques aériens dans ce pays.

#### 1919
- 18 juillet 1919 : la première femme brevetée au monde, Élisa Deroche, meurt au cours d'un vol d'entraînement, sur un prototype Caudron près du Crotoy. Elle n'était pas aux commandes de l'aéronef[12].

### Années 1920

#### 1920
- 18 février 1920: le Breguet XIV du général Laperrine s'accidente en tentant la première traversée aérienne du Sahara et le général trouve la mort dans le Tanezrouft, le 5 mars 1920.
- 5 avril 1920 : un hydravion Goéland capote à Cannes, deux passagers et le pilote meurent[13].
- 14 décembre 1920: à Cricklewood, en Angleterre, le Handley Page HP.16 immatriculé G-EAMA de la compagnie AT&T parti de Londres s'écrase dans les arbres par temps de brouillard provoquant la mort de quatre des huit personnes à bord.

#### 1921

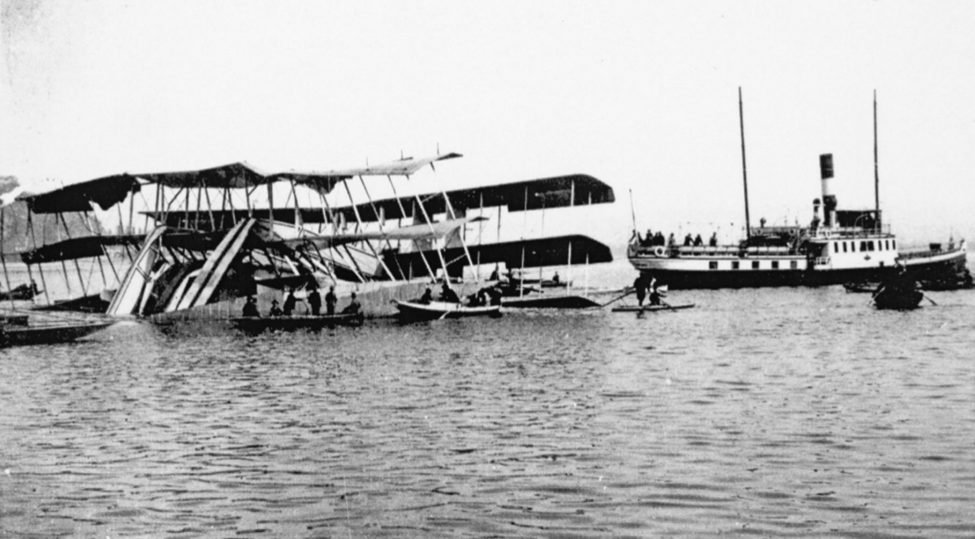
Le Ca Noviplano 60 après l'accident.

- 4 mars 1921 : l'hydravion Caproni Ca Noviplano 60, surnommé le « Capranissimo », conçu par le comte Gianni Caproni, s'abîme sur les eaux du lac Majeur pour son premier vol d'essai, après avoir atteint 60 pieds (soit 18 mètres) d’altitude. Imaginé pour des vols transatlantiques, cet hydravion de tous les superlatifs, au fuselage géant, est un véritable mastodonte : il est doté de huit moteurs Liberty V12 d’une puissance de 400 chevaux chacun, de trois paires d’ailes triplans, pour une longueur de 23,5 mètres et une envergure de 30 mètres. La capacité prévue pour cet hydravion était d’une centaine de passagers. Après l'accident, dû à une mauvaise répartition du lest et un défaut de maîtrise du pilote, l’appareil sera récupéré, mais finira en cendres, prenant feu lors des réparations. Le pilote, le capitaine Semprini, est indemne[14].

#### 1922
- 7 avril 1922 : Collision aérienne de 1922 en Picardie ; la première collision aérienne de deux avions de ligne en vol : un Farman F.60 Goliath des Grands Express Aériens, partant du Bourget en direction de Croydon près de Londres alors qu'il vole dans le brouillard, entre en collision vers Beauvais avec un Daimler Airway (en) de Havilland DH.18 qui faisait le même voyage en sens inverse. Sept personnes sont tuées dont trois passagers sur le Farman F.60.

#### 1923
- 14 mai 1923 : un Farman Goliath de Air Union (en) s'écrase à Monsures, en France en raison d'une défaillance structurelle d'une aile. Les 6 personnes à bord furent tués.

#### 1928
- 6 juin 1928 : le dirigeable Italia en vol dans le mauvais temps au-dessus du pôle Nord se brise sur la glace à la suite d'une descente incontrôlable.
- 3 décembre 1928 : à Rio de Janeiro, un hydravion dans lequel avait pris place l’élite intellectuelle du Brésil pour saluer à son arrivée au pays natal le « père de l’aviation », Santos-Dumont, s’abîme dans l’océan à proximité du paquebot Cap Arcona.

#### 1929
- 6 novembre 1929 : un Junkers G 24 s'écrase (en) en reliant Croydon à Amsterdam puis Berlin. Il s'écrase à Godstone (comté du Surrey) et fait sept morts sur huit passagers, ainsi que le pilote, le capitaine Bruno Rodschinka.

### Années 1930

#### 1930
- 2 janvier 1930 : Deux avions entrent en collision (des Stinson SM-1F Detroiters) au large de Santa Monica lors du tournage d'un film : 9 morts[15]; la cause de l'accident est probablement liée à un éblouissement dû au soleil.
- 5 octobre 1930 : le dirigeable britannique R101 à destination de Karachi s’écrase sur une colline d'Allonne près de Beauvais (48 morts).Carcasse du R101 quelques jours après l'accident.

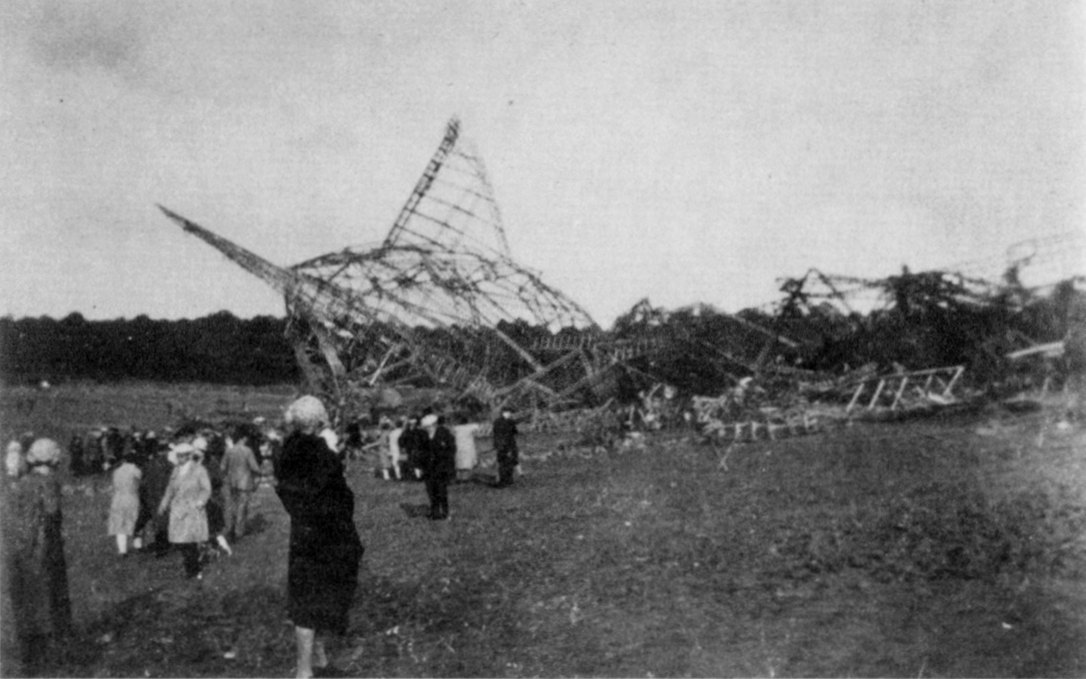
Carcasse du R101 quelques jours après l'accident.

#### 1931
- 6 juillet 1931 : lors d'un meeting aérien, un avion s'écrase à Hirson (Aisne, France) tuant six personnes[16].
- 15 juillet 1931 : un Nieuport-Delage D641 s'écrase à Lus-la-Croix-Haute (Drôme, France) occasionnant le décès de trois personnes.
- 12 octobre 1931 : deux Levasseur PL 10 appartenant à l'escadrille 7S1 du porte-avions Béarn se heurtent en vol au-dessus du village de Pierrefeu-du-Var, à quelques kilomètres au nord de Hyères. Les débris des deux appareils s'écrasent dans un champ de vigne à 300 mètres du village. Des épaves, les villageois retirent les corps des Mt (Maitres) pilotes Lucien Ducreux et Charles Vautrin, du QM mecbo (Quartier Maitre Mécanicien de bord) Yves Bourigan et du QM radbo (Quartier Maitre Radio de bord) Pierre Fayet. Miraculeusement, deux hommes ont survécu, le QM mecbo Emile Bourgand, retrouvé légèrement blessé dans l'un des fuselages, et le QM (Quartier Maitre) arrimeur volant Charles Saliou qui a pu sauter en parachute[17].

#### 1934
- 15 janvier 1934 : Corbigny (Nièvre, France) ; l'avion Dewoitine D.332 Émeraude, de retour d'Indochine s’écrase. Les dix passagers, dont le pionnier de l'aviation Maurice Noguès et le gouverneur général français de l'Indochine Pierre Pasquier, sont tués. L'avion venait à l'aller d'établir un record de vitesse entre Paris et Saïgon.
- 30 novembre 1934 : Hélène Boucher se tue au départ de l'aérodrome de Guyancourt, lors d'un vol d'entraînement aux commandes d'un Caudron « Rafale ».

#### 1935
- 24 juin 1935 : Une collision entre deux Ford Trimotor à l'aéroport de Medellín en Colombie tue 17 personnes dont le chanteur de tango Carlos Gardel.

#### 1936
- 20 juillet 1936: Juste après avoir décollé à proximité de Lisbonne, un petit avion heurte un obstacle. Le pilote Juan Antonio Ansaldo survit à son unique passager, le général espagnol rentrant d'exil José Sanjurjo, qui meurt dans l'accident. La thèse la plus courante est que Sanjurjo avait insisté pour emporter beaucoup de bagages, dont des uniformes prestigieux, et ce malgré l'avis du pilote. De plus, les autorités portugaises avaient souhaité que l'avion ne décolle pas du principal aéroport de Lisbonne, mais d'un endroit plus discret (muni d'une piste plus courte), ceci afin d'éviter toute implication dans le soulèvement nationaliste des 17 et 18 juillet 1936 en Espagne, dont Sanjurjo devait être la figure de proue. De ce fait, l'avion n'avait pas pris assez de hauteur en fin de piste[18].
- 21 juillet 1936 : Le prototype du chasseur américain Northrop XFT s'écrase dans les monts Allegheny alors qu'il participait au développement du chasseur terrestre XP-948. Son pilote fut tué.
- 7 décembre 1936 : Alors qu'il effectue sa 24e traversée de l'atlantique sud entre Dakar (Sénégal) et Natal (Brésil), Jean Mermoz disparaît en mer à bord d'un Latécoère 300 baptisé « la Croix-du-Sud ». Ont embarqué avec lui Alexandre Pichodou, copilote, Henri Ézan, navigateur, Edgar Cruvelhier, radio, et Jean Lavidalie, mécanicien. À 10 h 43, Edgar Cruvelhier lance en morse le dernier message radio depuis la Croix-du-Sud : « Avons coupé moteur arrière droit », sans détail supplémentaire, et complète en répétant les coordonnées de position : 11°08 Nord, 22°40 Ouest. Malgré de nombreuses recherches maritimes, on ne retrouva aucune trace de l'appareil ni de son équipage.

#### 1937

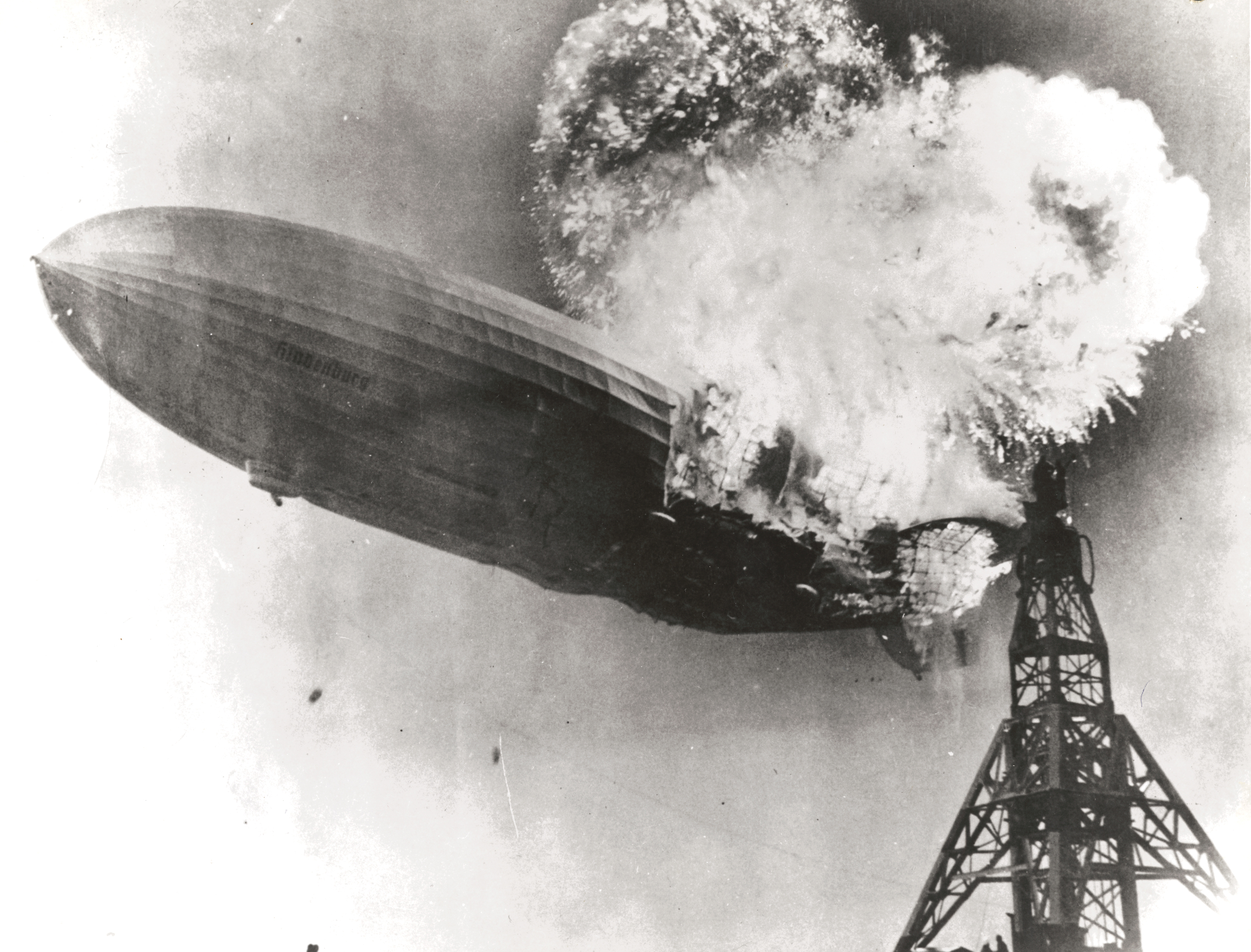
L'incendie du Hindenburg.

- 6 mai 1937 : catastrophe du Hindenburg. Le zeppelin LZ 129 Hindenburg prend feu sur la base aéronautique de Lakehurst, au sud de New-York (36 morts, dont 21 membres de l'équipage).
- 28 juillet 1937 : le courrier aérien Rotterdam-Paris s'écrase au sud de Bruxelles, quinze morts dont onze passagers[19].
- 16 novembre 1937 : accident aérien d'Ostende. Il cause la mort de la plupart des membres de la famille grand-ducale de Hesse, en route pour Londres afin d'assister au mariage du prince Louis de Hesse-Darmstadt avec Margaret Campbell Geddes.
- 8 décembre 1937 : un Potez s'écrase à Saint-Sauveur-en-Diois (Drôme, France), tuant deux des sept occupants de l'appareil.

### Années 1940

#### 1940
- 29 septembre 1940 : Collision aérienne de Brocklesby - deux avions entrent en collision et s'encastrent l'un dans l'autre. Ils arrivent miraculeusement à atterrir sans faire de morts. Les deux avions reprennent du service après réparation.

#### 1943
- Le 1er juin 1943, le Vol BOAC 777, un Douglas DC-3 de la BOAC, est attaqué par huit chasseurs-bombardiers à long rayon d'action allemands Junkers Ju 88C-6[20], au large de la côte française dans le golfe de Gascogne, entraînant la mort des 17 personnes à bord parmi lesquels l'acteur Leslie Howard.
- 11 novembre 1943, un appareil de la Royal Air Force percuta à environ 2 400 mètres d'altitude le Monte Cardo, à Venaco près de Corte (Corse). L'équipage composé de six hommes a été tué. Dans les milieux techniques compétents on attribue l'accident outre à la mauvaise visibilité, au fait que le quadrimoteur sinistré n'a pris aucun contact au sol avec les postes français et survolait à une altitude dangereuse la vallée du Mont Cardo qu'entourait un nuage épais.
- 7 septembre 1943 : un B-24 qui transporte 13 000 litres de carburant et 230 kilos de bombes s'écrase au décollage après avoir heurté un arbre près de l'aérodrome de Nadzab en Papouasie-Nouvelle-Guinée, récemment conquis et remis en état fonctionnel lors de la bataille de Nadzab, et répand du carburant enflammé sur une large superficie. Les 11 membres de l'équipage américain ainsi que 59 soldats australiens qui se trouvent dans la zone sont tués sur le coup ou des suites de leurs blessures, et 92 autres Australiens sont blessés.
- Un avion de la RAF s'est écrasé le 2 avril 1943. Un Douglas Boston IIIA venant de Gibraltar au Royaume-Uni. Près de Porto, il a eu des problèmes de moteur et le pilote a décidé de repartir. Près de Tavira, l'équipage a sauté en parachutes et abandonné l'appareil qui a fini par s'enflammer et s'écraser à Monteiro près de Murta au Portugal. Il y a encore les cratères et le chemin ouvert par l'armée portugaise lors du sauvetage de l'épave.

#### 1944
- 31 juillet 1944 : Le Lightning F5-B d'Antoine de Saint-Exupéry s’abîme en mer. En mission de reconnaissance et d'observation photographique en vue de préparer le débarquement en Provence, il avait quitté Borgo (Haute-Corse) en direction des Alpes. Le pilote allemand et futur animateur de la ZDF, Horst Rippert (frère autodéclaré d'Ivan Rebroff), prétendit 64 ans après les faits avoir abattu l'avion tandis qu'il était aux commandes d'un Messerschmitt Bf 109 : « Si j'avais su que c'était Saint-Exupéry, l'un de mes auteurs préférés, je ne l'aurais pas abattu », a-t-il déclaré. En 1998, un chalutier remonte la gourmette de Saint-Exupéry. En 2000, le plongeur marseillais, Luc Vanrell identifie l'épave au large de l'île de Riou. Elle est remontée à la surface en 2003. Le numéro de série de la carlingue confirme bien qu'il s'agit du Lightning P38 de Saint-Exupéry[21]. Aucune marque de combat n'est visible.
- 8 septembre 1944 : une armada composée de 1070 bombardiers et 349 avions de chasse (pour la protection des bombardiers) quitte le sol anglais. Les objectifs principaux du jour, les sites industriels allemands des villes de Ludwigshafen, Karlsruhe, Gustavburg et Cassel. Le B-17G 42-31560 du 351st BG 510th BS fait partie de cette mission. Mais pour cet équipage tout ne se déroule pas comme prévu, le moteur n°3 a des problèmes mécaniques, le pilote quitte la formation afin de larguer ses bombes sur un objectif d'opportunité. Après le largage des bombes, ce sont les moteurs n°2 et n°4 qui ont des ennuis mécaniques, ce qui fait perdre rapidement de l'attitude à l'avion. Une fois sorti des nuages, l'appareil est touché à l'avant du fuselage par la Flak (DCA allemande). Le bombardier finit par s'écraser dans le bois de la localité de Beuvange-sous-Saint-Michel, l'équipage de cet avion perd trois membres dont : Le Sgt. Edward JANCSAK, le S/Sgt. Dewey COOPER, le S/Sgt. Wallace VAN WIRT. Cinq autres membres sont faits prisonniers, et un seul échappe aux Allemands, le Sgt. Donald Freeman ; grâce à l'aide de citoyens français, il regagnera sa base en Angleterre. Le même jour deux autres bombardiers américains finissent leur carrière sur le sol lorrain, le B-17G du 398th BG "Shady Lady'' qui se pose dans un pré à Ley, et le B-24 du 466th BG qui finit également dans un pré à quelques mètres du bois de Vigy.
- 15 décembre 1944 : Glenn Miller, alors qu'il regagne le continent pour préparer l'arrivée de son orchestre (le « Glenn Miller Army Air Force Band ») disparaît au-dessus de la Manche. Son avion a peut-être emprunté un couloir servant au délestage des bombes pour les avions alliés rentrant en Angleterre.

#### 1945
- Le 3 mars 1945 à 13 h 24, deux bombardiers lourds B-17 de la 327th bomb squadron du 92e bomb group se heurtent violemment au-dessus de Charleroi, en Belgique. Tout l’équipage du B-17G portant le numéro 44-6584 est tué à l’exception du mitrailleur de queue, le sergent Edward Bartley. Sur l’autre B-17G, portant le numéro 43-38675, il n’y a eu qu’une seule victime : le mitrailleur de tourelle ventrale, le sergent Marschall Dellinger. Les deux appareils ont été entièrement détruits ; les causes de l’accident sont indéterminées[22].

#### 1946
- 11 juillet 1946 : le Vol 513 TWA, s’écrase près de Reading, en Pennsylvanie à la suite de l'apparition de fumée et d'un feu intense. Sur les six membres d'équipage à bord, cinq sont tués.
- 3 septembre 1946 : le vol Air France assurant la liaison Copenhague-Paris s'écrase. Pas de survivant parmi les occupants du Douglas DC-3, le bilan est de 22 morts.
- 4 septembre 1946 : le vol Air France assurant la liaison Paris-Londres s'écrase au Blanc-Mesnil. 19 morts et 7 survivants dans l'appareil accidenté, un Douglas DC-3, on compte en outre un décès au sol.
- 1er novembre 1946 : un Amiot AAC.1 Toucan (Junkers Ju 52) de Compagnie Languedoc-Roussillon assurant la liaison Paris-Le Bourget vers Toulouse-Blagnac s'écrase à Saint-Léger-la-Montagne. L'accident fait 27 morts, le givrage est la cause de l'accident.

#### 1947
- 26 janvier 1947 : un DC-3 de la compagnie KLM s'écrase peu après son décollage de l'aéroport de Copenhague, tuant les 22 personnes à bord dont le prince Gustave-Adolphe de Suède, la chanteuse d'opéra Grace Moore et son accompagnateur, Jean-Loup Peltier,[réf. nécessaire] et l'actrice danoise Gerda Neumann (en).
- 1er février 1947 : le vol Air France s'écrase lors de son approche de Lisbonne, alors que de mauvaises conditions météorologiques régnaient sur la zone. On ne retrouvera qu'un seul survivant parmi les 16 occupants du Douglas DC-3 parti de Bordeaux. Parmi les victimes figurent Claude Crussard et plusieurs membres du Quintette et de l'Orchestre Ars Rediviva.[réf. nécessaire]
- 14 mars 1947 : un Douglas C-47 immatriculé F-ABXO, de la compagnie Air France qui reliait Marseille à Paris (aéroport du Bourget) avec escale à Lyon percute le col des Deux-Sœurs dans le Vercors vers 10 heures du matin à 1 800 mètres d'altitude sur la commune de Château-Bernard dans l'Isère. Les 23 personnes à bord meurent dans l'accident (3 membres d'équipage et 20 passagers). L'avion transportait également du courrier.

#### 1948
- 6 janvier 1948 : un Douglas DC-3 d'Air France (immatriculé F-BAXC) s'écrase dans un champ lors de son approche de l'aéroport de Paris-Le Bourget en provenance de Bruxelles. Les 16 occupants (5 membres d'équipage et 11 passagers) périssent dans l'accident. La cause probable de l'accident est un décrochage[23].
- 27 et 30 janvier 1948 : deux accidents ont lieu sur la montagne du Cheval Blanc sur la commune de Thorame-Basse (Basses-Alpes, France). Un C-47 de l’US Air Force égaré dans le mauvais temps s’écrase sur la montagne ; trois jours plus tard, un des B-17 envoyés pour porter secours aux éventuels survivants s’écrase lui aussi. Le premier accident fait 11 morts, le second 9 morts et un survivant.
- 27 mars 1948 : un Vickers Viking de la compagnie Indian National Airways en provenance de New Dehli via Rome s'est écrasé vers 7 heures du matin en Corse sur le Monte Cardo dans la région sud de Corte aux environs de Venaco. L'appareil a heurté la montagne à 2400 mètres d'altitude, les 19 personnes à bord ont été tuées[24],[25].
- 1er août 1948 : l'hydravion Latécoère 631 (Disparition du Latécoère 631 d'Air France) immatriculé F-BDRC s'abîme dans l'océan Atlantique tuant ses 52 occupants (40 passagers et 12 membres d'équipage). L'appareil effectuait la liaison entre Fort-de-France en Martinique et Port-Étienne (aujourd'hui Nouadhibou) en Mauritanie. Des débris de l'appareil sont retrouvés le 4 août.
- 8 novembre 1948 : un Beechcraft  s'abîme en mer dans la Manche avec à son bord le pilote René de Narbonne, fondateur de l'« Escadrille Mercure » (entreprise privée d'avions-taxis), le radio André Robert et quatre passagers, membres de l'équipe de hockey sur glace tchécoslovaque qui se rendaient à Londres pour une compétition. Les causes de l'accident ne feront l'objet que de suppositions. Les corps et les débris de l'appareil ne seront jamais retrouvés.

#### 1949

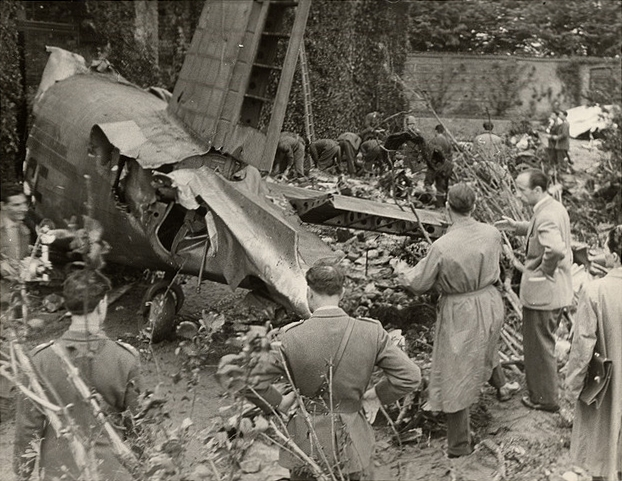
Le FIAT G-212 du vol spécial Avio-Linee Italiane à l'arrière de la basilique de Superga.

- 4 mai 1949 : vol spécial Avio-Linee Italiane, dit à l'époque « drame de Superga » : l'avion, un Fiat G-212 de la compagnie Avio Linee Italiane (ancêtre d'Alitalia), qui assurait un vol spécial entre Lisbonne (Portugal) et Turin (Italie), ramenant à Turin l'équipe et les entraîneurs du Torino Football Club, percuta un mur de soutien à l'arrière de la basilique de Superga qui domine la colline aux abords de Turin. Les 31 personnes à bord furent tuées. Ce fut la plus grande tragédie de l'histoire du sport italien.
- 28 octobre 1949 : Vol Air France 009 - un Lockheed Constellation d'Air France s’écrase de nuit sur une montagne de l’île São Miguel, dans l’archipel des Açores. On dénombre 48 morts dont le boxeur Marcel Cerdan, la violoniste Ginette Neveu et d'autres personnalités.
- 17 janvier 1949 : l'unique prototype de l'avion de transport Beechcraft Model 34 Twin Quad doit effectuer un atterrissage forcé peu après son décollage du Beech Factory Airport de Wichita. L'avion est détruit, le copilote tué, le pilote et deux ingénieurs de vol blessés[26].
- Le 1er novembre 1949, un  DC-4 effectuant le vol Eastern Air Lines 537 en route vers l'Aéroport national de Washington entre en collision avec un avion militaire (Lockheed P-38) au-dessus d'Alexandria, Virginie sur la rive droite du fleuve Potomac. La collision entre les deux appareils fait 55 morts à bord du DC-4 et un blessé grave (pilote du P-38).
- Le 12 décembre 1949, un DC-3 effectuant le vol Capital Airlines 500 en provenance de Newport News en Virginie vers l'Aéroport national de Washington, décroche par de mauvaises conditions météorologiques lors de la phase d'approche et s'écrase dans le fleuve Potomac, 6 des 23 passagers à bord meurent dans l'accident.